# Christian Skimao
Christian Skimao, né le 5 avril 1956  à Mulhouse en Alsace, est un écrivain, poète, critique d’art et critique littéraire français.
Depuis la fin de l’année 1979, vit et travaille en Occitanie.

## Biographie

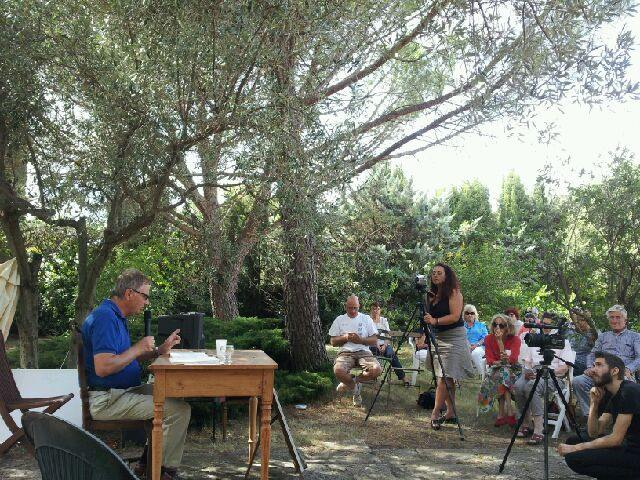
Christian Skimao à l'assemblée générale des amis de Pouperon à La Garonne-La Huppe en août 2013

Christian Skimao a été chargé de cours dans l’enseignement supérieur depuis 1989 (écoles d'art, universités, écoles supérieures, Institut Mines Telecom d'Alès). Docteur ès Lettres et membre du centre de recherche RIRRA 21 à l'Université Paul Valéry de Montpellier. Retraité. Il a rédigé ou participé à près de cent cinquante catalogues consacrés à des artistes et des mouvements picturaux. Il participe à des colloques francophones et poursuit un travail de recherche universitaire autour de l'œuvre de Michel Butor et des arts plastiques. Il a écrit de nombreux articles de critique d'art dans des revues spécialisées et s'occupe de différents blogs spécialisés. Membre de l'AICA (Association Internationale des Critiques d'Art) et de l'AICL (Association Internationale de la Critique Littéraire).
Il est auteur de plusieurs essais, ainsi que de poèmes parus dans l’anthologie La Poésie en Alsace depuis 1945 et dans des recueils comme Mai Sorcier (1978), Alphaville dans le désert de Gobi (1992).
Il a également rédigé des ouvrages à tirage limité avec des plasticiens comme Véronique Agostini, Claude-Henri Bartoli, Clarbous, Francesca Caruana,  Jacques Clauzel, Daniel Dezeuze, Françoise Deverre, Martine Lafon, Patrice Pouperon, Jean-Marc Scanreigh, Marie-Christine Schrijen, Anne Slacik, Sylvère, Claude Viallat, etc.

### Essais
- Michel Butor, qui êtes-vous ?[2], en collaboration avec Bernard Teulon-Nouailles[3], Lyon, Editions La Manufacture, 1988
- Claude Viallat, Nice, Editions Demaistre, 1995

### Poésie
- Mai Sorcier, Paris, Editions Saint-Germain-des-Prés, 1978
- Alphaville dans le désert de Gobi, Montpellier, Editions CMS, 1993
- Impressions musicales » (avec des œuvres de Sylvère), Montpellier, Editions de la Jetée, 2002
- Partitions (avec des œuvres de Françoise Deverre), Montpellier, Editions de la Jetée, 2003
- Asymétries assyriennes (avec des œuvres de Françoise Deverre), Marsillargues, Editions de l'Exil, 2010
- Abstractions imaginatives in « Têtes », photographies de Marie-Christine Schrijen, Gajan, Editions Venus d’ailleurs, 2014. Il existe aussi un tirage de tête avec un poème supplémentaire et de nouvelles photographies Le Petit Je(u).

### Catalogues (sélection)
- "Huit et demi "en collaboration avec B. Teulon-Nouailles sur 8 artistes dont Benoist, Lelong, Mogarra, Renouf. Montpellier, Galerie Christian Laune, 1982.

- "France Tours Actuel 1985". Entretien avec Christian Laune. Catalogue Biennale de Tours, 1985.

- "Sorties d'écoles" dans le cadre de l'expo JEUNES ET BEAUX avec 6 artistes sortis des Beaux-Arts: Bordenave, Eudes, Le Bris, Moreno, Sanhes, Thönissen à Lézignan-Corbières. Coédition Ville de Lézignan et FRAC Languedoc-Roussillon,1989.

- "Six artistes dans la main des dieux ruinés" exposition "6+6" à la Galerie Titanium (Athènes, Grèce) et à l'Espace Gard (Nîmes) sur Reynier, Truel, Saurin, Moschini, Escudé-Arnéguy, Calandre. Editeurs Gal.Titanium / Conseil Général Gard, 1986.

- « Ateliers d'été » sur 6 artistes allemands : Jung, Dederichs, Abée, Stave, Derben, Lechelt et deux français : Meignant et Jean-Bernard Metais. Montpellier, Peuple et Culture et O.F.A.J., 1989.

- « La source des vents ultramarins » sur Huguette Chaudesaigues. Arthotèque de Montpellier, 1990.

- "Trois rétrospectives" in catalogue "Jeunes et Beaux n°2" sur Philippe Domergue, Marie-Lyne Houbart, Cédric Noël. Coédition Ville de Lézignan et FRAC Languedoc-Roussillon, 1990.

- "L'art des pagnes ou l'art du passage" sur les Pongos pygmées, Nîmes, Arthotèque Sud, 1991.

- "La pensée du corps absent de la peinture" sur Serge Fauchier, Musée de Collioure, 1991.

- "La marqueterie des apparences" sur Jean-Jacques Leonetti/Ramon Guillen-Balmes, Château de Taurines, 1991.

- "Une signifiante transparence" sur Michel Sicard Arthotèque de Montpellier,1992.

- "Passage méditerranéen 6+1" pour l'exposition Alocco, Bioulès Hugues, Louis, Pouperon, Viallat  à Bédarieux Cap d'Agde et Mèze entretien sur les artistes avec Butor et B.Teulon-Nouailles et 3 textes : «M. Alocco:une aiguille sous roche"; "P.Hugues: au fil du texte"; "C.Viallat: un funambule qui travaille avec filet". Ed. Art Vivant, Ministère de la Culture,1992.

- "Ribambelles" sur Philippe Seux, Château de Taurines, 1992.

- "Un Janus de caractères" sur Patrice Pouperon, exposition "Peindre entre les mots" catalogue collectif avec Arrabal, Butor, Guillevic, Mairot, Sicard, Teulon-Nouailles. Ed. Bibl. Mun. d'Alès, Gal. St-Ravy (Montpellier), Gal. Lucette Herzog (Paris), 1992.

- "Un sommet en peinture" sur Patrice Pouperon, exposition "Ventoux mon Olympe", Palais des Arts/Ecole Régionale des Beaux-Arts de Toulouse, 1993.

- "Conversation décousue" sur et avec Marcel Alocco,  Nice, Musée d'Art Moderne et d'Art Contemporain, 1993.

- "J'irai comme un livre fou" in Les Arrabeaux d'Avignon, Avignon, Médiathèque Ceccano,1994.

- "Une communauté singulière" sur Christine Boumeester, Montpellier, Galerie Trintignan, 1994.

- "Objets de cueillette : sous-division des réceptacles" sur Daniel Dezeuze  Petit Journal de l'exposition, Galerie LA BOX, Ecole Nationale des Beaux-Arts de Bourges, 1995.

- « Une sculpture nomade » in Construction Voyageuse sur Laurent Reynès, avec des textes de Michel Butor et Claude Rossignol, Centre Culturel français de Karlsruhe, 1997.

- « Drang nach Norden - Drang Nach Süden » sur Martine Lafon. Exposition « Stèles » Artothèque Antonin Artaud à Marseille, 1997.

- Entretien avec Michel Butor in catalogue de l’exposition « Dix - millionième de seconde » (œuvre croisée Pouperon - Butor), Artothèque de Nîmes, 1997.

- « Thématiques en fusion », Préface du catalogue et 10 textes critiques sur les artistes suivants : Daphné Corregan, Jacky Coville, Bernard Dejonghe, Jean-Nicolas Gérard, Brigitte Pénicaud, Philippe Godderidge, Hervé Rousseau, Claude Varlan, Camille Virot, Betty Woodman. Exposition « 10 artistes et la terre ». Office du Tourisme, de la Culture et de l’Animation de la Ville de Fréjus, 1998.

- Catalogue « carrément - discrètement - le grand « M » sur François Morellet. Carré Sainte-Anne, Musée Fabre, Ville de Montpellier, 2001.

- « Le ravissement » sur Françoise Deverre in Partitions, Montpellier, Editions de la Jetée, 2003.

- « Une patiente flamboyance » in catalogue Patrice Pouperon Le livre et l’intime, Carré d’art Bibliothèque- Ville de Nîmes, 2004.

- « L’aura d’une scarification annoncée » sur Jacques Clauzel, Galerie des Arènes, Ville de Nîmes, 2006.

- « Vingt ans déjà… » in Excepté peut-être une constellation, catalogue collectif d’Anne Slacik Livres peints 1986-2006, Bibliothèque Municipale de Strasbourg (BMS), 2006.

- « Une possible interaction entre le ciel et la terre » sur Jean-Bernard Métais et Patrick Fleury in catalogue Jardins secrets VI, Paris, Edition KP 5, 2006.

- « Encore un effort pour être artiste ! » entretien commun avec B. Teulon-Nouailles et Daniel Dezeuze. Granville, Granville Gallery, 2007.

- « Un passeur aux trois initiales entre deux rives » in Les passeurs de Rivières. Carcassonne/ Montolieu, Centre Joë Bousquet et son temps / Musée du Livre et des Arts graphiques, , 2007

- « Ten years after » sur Clarbous in Clarbous. Nîmes, Editions 4, Barbier Art Contemporain, 2007.

- « Un(e) voile triangulaire » sur Francesca Caruana in catalogue Corail,épissure, garum. Musée d’art moderne de Collioure, 2007.

- « Les six voyages » in Patrice Vermeille. Icônes, Stèles, Catacombes et Jugement dernier…Rousset, Ed. Index, 2009.

- "La matérialité des littératures" à propos de l'exposition éponyme de Patrice Pouperon au Mur Foster, Nîmes, Carré d'art-Bibliothèque, 2010.

- "Au fond, la forme..." in JORDI Signes de terre. Musées de la Ville de Béziers, 2010.

- "Un style télégraphique" in CORNUDET 1980-2010. Musées de la Ville de Béziers, 2010.

- « Marie-Christine Schrijen se définit comme photographe. » in Questions d’Art, Université de Perpignan Via Domitia (UPVD), 2012.

- Carnet d'artistes (Présentation générale. Marie-Jésus Diaz, Florence Jolivet, Dominique Lonchampt, Ueno Masao), Générargues, Bambouseraie de Prafrance, 2013.

- « Les sculptures de Jacky Coville … » in Catalogue raisonné de Jacky Coville, Nice, Editions artstoarts, 2013.

- « Les vertiges toniques de Pierre Leloup » in catalogue Pierre Leloup, Chambéry, Musée des Beaux-Arts, 2013.

- « Au fil du rasoir/ L'inflexible lumière » (sur Françoise Deverre), Atelier de l'Exil, 2014.

- « L’illumination du vaisseau d’ombre » in Paroles de lumière. Les vitraux de Claude Viallat. Nîmes, Arts-Cultures et Foi, 2014.

- Carnet d'artistes (Présentation générale. Janice Rahn et Michael Campbell), Générargues, Bambouseraie de Prafrance, 2015.

- Carnet d'artistes (Présentation générale. Mireille Laborie.), Générargues, Bambouseraie de Prafrance, 2016.
- Carnet d'artistes (Présentation générale), Générargues, Bambouseraie de Prafrance, 2022.
- "L'épissure et l'épicentre" in Rétrovisions, rétrospective des oeuvres de Francesca Caruana, Catalogne Nord, Edicions Paraules, 2025. Avec le soutien du centre d'art àcentmètresducentredumonde, Perpignan.

### Portfolio
- Rencontres avec Sylvère, avec un texte de Bernard Teulon-Nouailles et des photos de Marie-Christine Boch-Schrijen, Montréal, Editions du Quart d’heure, 2003